# James Murray (chính khách London)
James Stewart Murray (sinh ngày 13 tháng 7 năm 1983) là một chính khách Lao động và Hợp tác Anh. Ông đã là Nghị sĩ Quốc hội (MP) cho Ealing North kể từ cuộc tổng tuyển cử năm 2019. Trước đây ông từng làm Phó Thị trưởng Nhà ở cho Thị trưởng London, Sadiq Khan.

## Tuổi thơ
Ông sinh ra ở Hammersmith và lớn lên ở Ealing North. Ông theo học tại một trường tư thục và học PPE tại Wadham College, Oxford.

## Đời tư
Ông là người đồng tính công khai. Mẹ của ông Lynne Murray là một Ủy viên Hội đồng Lao động tại Phường Cleveland, Ealing 2014–18.